# أوسر مونتو

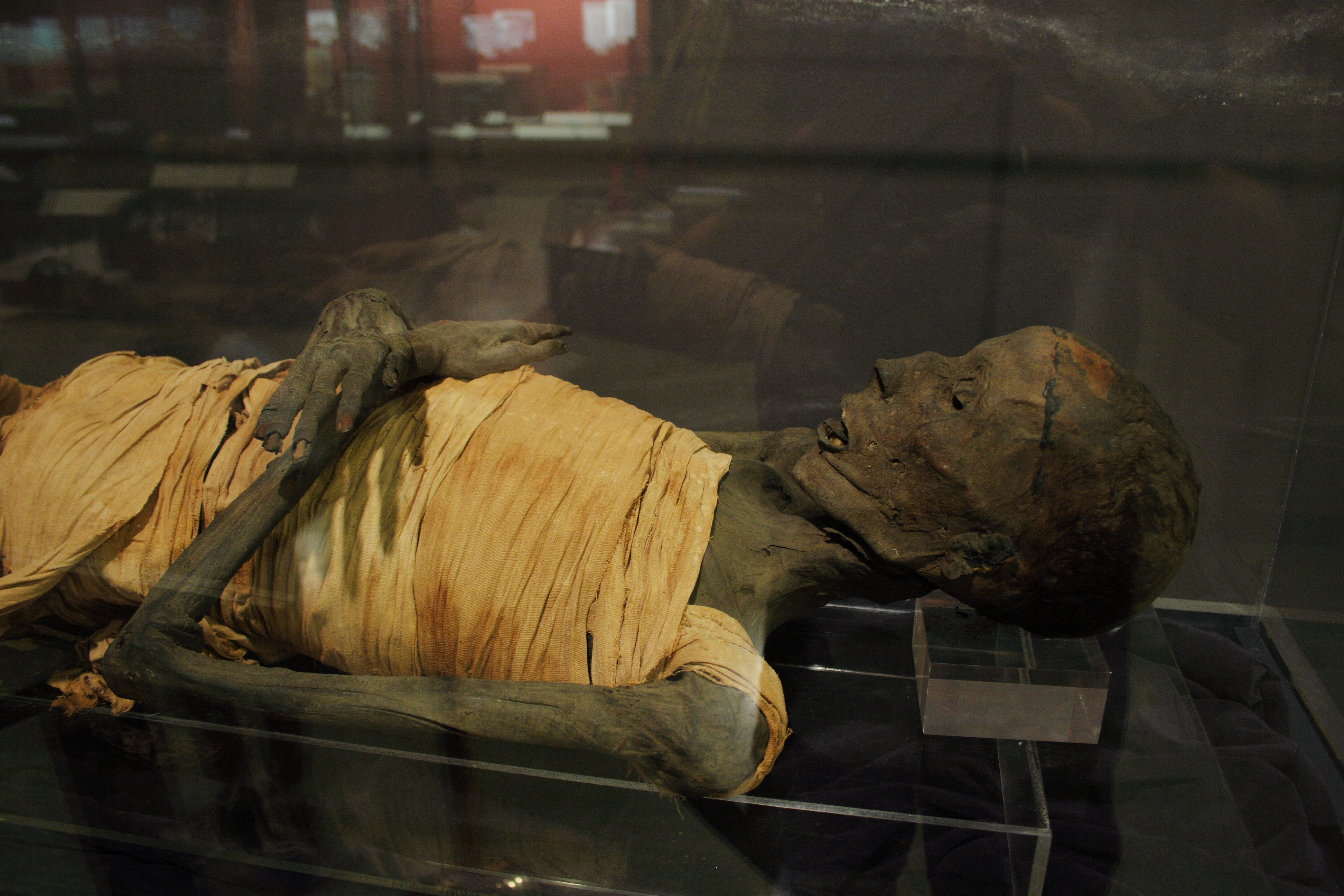
منظر جانبي للمومياء

أوسر مونتو هي مومياء مصرية قديمة معروضة في متحف روزيكروشن المصري في سان خوسيه، كاليفورنيا.
من شبه المؤكد أن اسم أوسر مونتو - الذي يعني «قوي هو مونتو» - لا يتطابق مع الاسم الذي لا يزال مجهولاً والذي ينتمي أصلاً إلى الرجل المحنط. نشأ الخطأ لأن المومياء وُضعت بعد الموت بفترة طويلة في تابوت كان في الأصل ملكًا لرجل آخر، كاهن يُدعى أوسر مونتو، وكان لا يزال بداخله وقت إعادة الاكتشاف.
المومياء محفوظة جيدًا، وهي معروفة أيضًا بوجود مسمار نخاعي قديم ولكن متطور في ركبتها اليسرى.

## التاريخ
في عام 1971، حصل متحف روزيكروشن المصري على نعشين مصريين قديمين مختومين من نيمان ماركوس. دون علم الجميع، لا يزال أحد التابوت يحتوي على المومياء التي تم اكتشافها بعد الشراء بفترة وجيزة. على أساس نوع التحنيط الذي تم توفيره في الأصل لـ «أوسر مونتو»، يُعتقد أنه رجل مصري من الطبقة العليا ومن المحتمل أن يكون قد عاش خلال الإمبراطورية المصرية (بين القرنين السادس عشر والحادي عشر قبل الميلاد). لسبب لا يزال غير معروف لنا، بعد عدة قرون من وفاته، وُضعت جثته داخل نعش أوسر مونتو «الحقيقي» الذي عاش خلال الأسرة السادسة والعشرين. في وقت ما حوالي 400 قبل الميلاد، كما هو مقترح من خلال التأريخ بالكربون المشع، خضع الجسم للفافة أخرى بضمادات من الكتان لا تزال مرئية حتى اليوم.
لا يوجد دليل على أصل التابوت والمومياء. في الحياة، يجب أن يكون الرجل أحمر الشعر طبيعيًا وأن يبلغ طول مومياءه حوالي 5 أقدام (1.5 متر).

### مسمار نخاعي

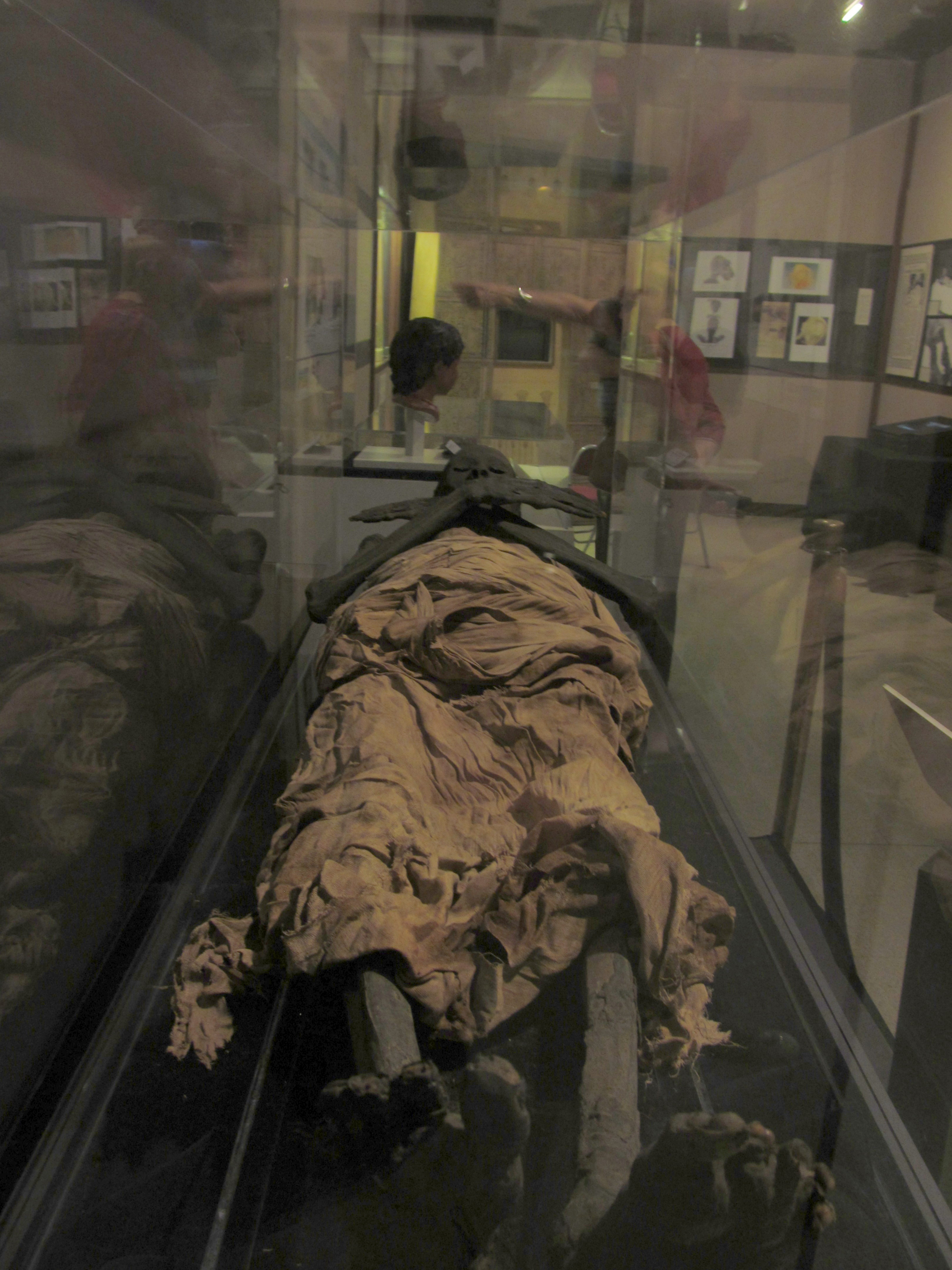
منظر أمامي للمومياء

في أغسطس 1995، أجرى البروفسور س. ويلفريد غريغز في جامعة كولومبيا البريطانية بعض عمليات المسح بالأشعة السينية على مومياوات متحف روزيكروشن المصري واكتشف وجود برغي عظام مصنوع من الحديد مقاس 9 بوصات (23 سم) داخل الركبة اليسرى لـ «أوسر مونتو». اعتقد غريغز في البداية أنه تم إدخال المسمار النخاعي في العصر الحديث من أجل إعادة ربط الساق ببقية الجسم، لذلك حصل لاحقًا على إذن لفك الساق وفحص المسمار النخاعي مباشرةً لحل اللغز. بعد الفحص، أدرك غريغز أنه لا يمكن إدخال المسمار النخاعي في العصر الحديث، ويجب أن يكون قد تم وضعه بعد وفاة الرجل ولكن قبل دفنه، وهي فرضية أكدها مزيد من التحليل. تم تثبيت المسمار النخاعي في مكانه بواسطة راتنج عضوي، مشابه للأسمنت العظمي الحديث. وبذلك يكون الذين أجروا العملية ضمن سلامة الجسد المطلوبة للحياة الآخرة لدى المصريين القدماء. في وقت لاحق، تم التعبير عن العديد من الشكوك في الأدبيات حول صحة هذا التفسير: في المومياء كانت العظام مفقودة، ولم تكن الساق متحركة، وربما كان الدبوس قد تم ربطه لاحقًا بالجثة الميتة بالفعل، والتي كانت تحتوي على ساق مبتورة ليكملها ليسافر إلى الآخرة.

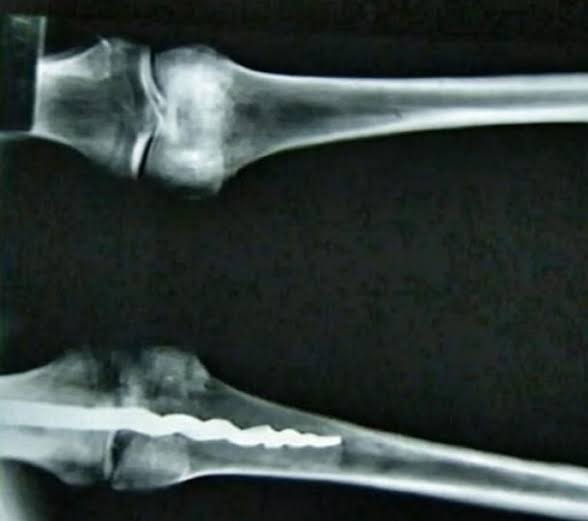
تصوير بالأشعة السينية للمسمار النخاعي في قدم مومياء أوسر مونتو

يعتبر المسمار النخاعي اكتشافًا فريدًا، كما يقول غريغز، الذي لم يسبق له أن واجه أي شيء من الماضي القديم يُظهر مثل هذا الفهم أو التقنيات الجراحية المتقدمة. يقول جريجز إن الجراحة المعقدة في هذه المومياء تشير إلى أن مثل هذه الإجراءات ربما تم إجراؤها سابقًا على الجثث، وكان الفريق محظوظًا بما يكفي للتعرف على عينة واحدة.
يقول جاكسون: "نحن مندهشون من القدرة على إنشاء مسمار نخاعي بمبادئ الميكانيكا الحيوية التي ما زلنا نستخدمها حتى يومنا هذا - على سبيل المثال التثبيت الصلب للعظم". "إنه يفوق أي شيء توقعناه في ذلك الوقت
يقول غريغز، إن المسمار النخاعي يتناقص تدريجيًا في المفتاح اللولبي عند دخوله إلى عظم الفخذ، على غرار الأساليب الميكانيكية الحيوية المستخدمة حاليًا. الطرف الآخر من المسمار النخاعي، الذي يتم وضعه في عظم القصبة، له ثلاث حواف تمتد إلى الخارج من لب المسمار النخاعي مما يمنع دوران المسمار النخاعي داخل العظم.